# 瑶溪街道
瑶溪街道是中华人民共和国浙江省温州市龙湾区下辖的一个街道办事处。

## 行政区划
瑶溪街道下辖以下村级行政区划单位：
龙瑶社区、苏川村、浃底村、河口村、皇岙村、南山村、雄心村、永胜村、瑶溪村、璋川村、环一村、河滨村、朱宅村、白楼下村、底岭下村、金岙村、龙湾村、龙东村、黄山村和黄石村。